# Cammino della Via Valeriana
Il Cammino della Via Valeriana è un percorso lungo circa 190 km che parte da Brescia, prosegue per Pilzone e si conclude a Tirano e al Passo del Tonale. 
Il Cammino è stato creato basandosi sull'esistenza di antiche vie di comunicazione che collegavano la città di Brescia, il Lago d'Iseo, la Valle Camonica e i passi alpini.

## Il percorso
Il Cammino si divide in 12 tappe e si sviluppa in territorio bresciano, lungo la sponda del Lago d'Iseo e la Valle Camonica. 
Partendo da Brescia, si raggiunge dopo 7 tappe il comune di Edolo, porta d'accesso all'Alta Valle Camonica, dove il percorso si divide in due tronconi: una tappa verso il Passo dell'Aprica (in provincia di Sondrio) e due tappe per raggiungere il Passo del Tonale (confine con il Trentino e la provincia di Trento).
Le tappe del Cammino sono:
- da Brescia a Rodengo Saiano km 17,7
- da Rodengo Saiano a Pilzone km 16
- da Pilzone a Pisogne km 23
- da Pisogne a Darfo Boario Terme km 15,4
- da Darfo Boario Terme a Malegno km 15,6
- da Malegno a Ono San Pietro km 10,5
- da Ono San Pietro a Malonno km 17
- da Malonno a Edolo km 10
  - da Edolo a Ponte di Legno 20.6 km
  - da Ponte di Legno al Passo del Tonale km 8,4
  - da Edolo al Passo dell'Aprica km 16,7
  - da Passo dell'Aprica a Tirano km 15,7

## Strutture ricettive, Credenziale e Testimonium
Il Cammino è strutturato con numerose strutture ricettive, sia a fine tappa che lungo queste, che danno molteplici possibilità di alloggio e che permettono di dividere il percorso secondo le proprie esigenze e il proprio allenamento fisico.
La Via Valeriana è dotata come molti altri Cammini di Credenziale dove far apporre i timbri lungo il percorso. La Credenziale può essere richiesta compilando un modolo online sul sito ufficiale 
La Credenziale viene rilasciata in modo gratuito tramite l'invio di un file che ognuno può stampare come preferisce. Questo documento è fondamentale per poter beneficiare di alcuni sconti lungo il percorso.
Giunti al termine del Cammino si può ottenere il Testimonium che attesta l'avvenuto compimento del percorso. Il Testimonium può essere richiesto seguendo le indicazioni presenti sul sito internet ufficiale.

## Segnaletica
L'intero Cammino è segnalato con appositi adesivi triangolari gialli con V scura, triangoli gialli eseguiti su pietre, muri, alberi e frecce gialle con V gialla. I simboli possono essere visionati sul sito internet ufficiale.